# Massoud Nassar Neto
Massoud Nassar Neto (Itajubá, Minas Gerais, é um competidor brasileiro de esportes motorizados, como supercross, motocross, e rali.

## Carreira
Massoud é piloto profissional desde 1994, tendo colecionado importantes conquistas nacionais e internacionais.
O piloto é Hexacampeão brasileiro.
Competiu pelo Brasil nos campeonatos das nações em 2000 e 2001, tendo sido o primeiro piloto brasileiro a competir nas nações sem o patrocinio da Honda, Massoud corria de Yamaha em 2001.
Massoud é conhecido pela maneira arrojada de pilotar, e pela raça que demonstra em cima da moto.
Em 2012, Massoud assume mais um desafio, colocando seu nome a disposição da política Itajubense se candidatando a vereador pelo PSDB.

## Titulos
- 1994 - Campeão Sul-Mineiro de Motocross 125cc
- 1995 - Bicampeão Sul-Mineiro de Motocross 125cc
- 1996 - Tricampeão Sul-Mineiro de Motocross 125cc
- 1997 - Campeão Brasileiro de Ultracross
- 1997 - Campeão Mineiro de Motocross 125cc e 250cc
- 1997 - Vice-Campeão brasileiro de Motocross e Supercross 125cc
- 1998 - Campeão brasileiro de Motocross 125cc
- 1998 - Campeão brasileiro de Supercross 125cc
- 1998 - Campeão paulista de Motocross 125cc
- 1998 - Campeão paulista de Supercross 125cc
- 1999 - Bicampeão brasileiro de Supercross 125cc
- 1999 - Vice-Campeão brasileiro de Motocross 125cc
- 1999 - Bicampeão paulista de Supercross 125cc
- 2000 - 9º Colocado na Copa das nações 250cc - Competição Realizada na França (Melhor colocação entre os brasileiros)
- 2000 - Campeão carioca de Motocross 250cc
- 2000 - Campeão carioca de Supercross 250cc
- 2000 - Vice-Campeão brasileiro de Motocross 250cc
- 2001 - 14º Colocado na Copa das nações 500cc - Realizada na Belgica (Melhor colocação entre os brasileiros)
- 2001 - Bicampeão paulista de Motocross 250cc
- 2002 - Copa das nações 500cc - Realizada nos Estados Unidos
- 2002 - Tricampeão paulista de Motocross 250cc
- 2002 - Campeão brasileiro de Motocross 250cc
- 2002 - Campeão brasileiro de Supercross 250cc
- 2003 - Vice-Campeão paulista de Motocross 250cc
- 2003 - 3º Colocado no brasileiro de Motocross 250cc
- 2004 - 3º Colocado no brasileiro de Motocross MX1
- 2005 - 3º Colocado no brasileiro de Motocross MX1
- 2006 - Tetra-Campeão paulista de Motocross
- 2011 - 2º Colocado no brasileiro de Motocross MX3
- 2011 - 3º Colocado na Liga Brasil de Motocross MX3